# Sant Vincenç de Bava
Sant Vincenç (en francès Saint-Vincent-du-Pendit) és un municipi francès situat al departament de l'Òlt i a la regió d'Occitània.

## Demografia
| 1962                                       | 1968 | 1975 | 1982 | 1990 | 1999 | 2007 |
| ------------------------------------------ | ---- | ---- | ---- | ---- | ---- | ---- |
| 190                                        | 203  | 168  | 161  | 194  | 187  | 192  |
| Des de 1962: població sense dobles comptes |      |      |      |      |      |      |

## Administració
| Període   | Identitat      | Partit |
| --------- | -------------- | ------ |
| 2001-2008 | Michèle Asfaux |        |
| 2008-     | Roger Larribe  |        |